# Тарнервил (Вајоминг)
Тарнервил (енгл. Turnerville) насељено је место без административног статуса у америчкој савезној држави Вајоминг.

## Демографија
По попису из 2010. године број становника је 192, што је 37 (23,9%) становника више него 2000. године.
| Група             | 2000.       | 2010.       |
| Белци             | 148 (95,5%) | 189 (98,4%) |
| Афроамериканци    | 0 (0,0%)    | 0 (0,0%)    |
| Азијати           | 0 (0,0%)    | 0 (0,0%)    |
| Хиспаноамериканци | 2 (1,3%)    | 1 (0,5%)    |
| Укупно            | 155         | 192         |